# Antonio Oviedo
Antonio Oviedo Saldaña (Valencia de Alcántara, 22 ottobre 1938 – 17 maggio 2022) è stato un calciatore e allenatore di calcio spagnolo, di ruolo attaccante.

## Palmarès

### Allenatore

#### Competizioni nazionali
- Tercera División: 2

Mallorca: 1979-1980, 1980-1981